# 요코야마 구미
요코야마 구미(일본어: 横山 久美, 1993년 8월 13일 ~ )는 일본의 여자 축구 선수이다. 포지션은 공격수이며, 현재 일본 여자 축구 리그의 AC 나가노 파르세이루 레이디스에서 뛰고 있다.

## 클럽 경력
2012년에 고등학교를 졸업한 이후에 오카야마 유노고 벨에 입단했으며 2014년에는 AC 나가노 파르세이루 레이디스로 이적했다. 2014, 2015 시즌에서는 일본 여자 축구 리그 디비전 2 최다 득점자에 올랐고 2015 시즌에서는 팀의 디비전 1 승격을 견인했다.
2017년 7월에는 독일 프라우엔-분데스리가 소속 클럽인 1. FFC 프랑크푸르트로 이적했지만 2018년 7월에 AC 나가노 파르세이루 레이디스로 복귀했다.

## 국가대표팀 경력
트리니다드 토바고에서 개최된 2010년 FIFA U-17 여자 월드컵에 참가하여 일본의 준우승을 차지했으며 대회 실버볼과 브론즈슈를 수상했다. 일본에서 개최된 2012년 FIFA U-20 여자 월드컵에도 참가했으며 일본은 이 대회에서 3위를 차지했다.
2015년 3월 6일에 열린 포르투갈과의 알가르브컵 경기에서 일본 국가대표팀에 데뷔했다. 2018년 AFC 여자 아시안컵 우승에 기여했다. 2019년 FIFA 여자 월드컵에도 출전했다. 그녀는 2019년까지 국제 A매치 통산 43경기에 출전, 17득점을 넣었다.

## 통계
| 일본 | 일본 | 일본 |
| 연도 | 출전 | 득점 |
| ---- | ---- | ---- |
| 2015 | 5    | 2    |
| 2016 | 8    | 3    |
| 2017 | 11   | 6    |
| 2018 | 11   | 5    |
| 2019 | 8    | 1    |
| 통산 | 43   | 17   |